# I Will (singel Watanabe Mizuki)
I Will – pierwszy singel Watanabe Mizuki. "I Will" jest endingiem anime TV Tokyo "renai SLOT KURU-kuru V".

## Lista utworów
1. "I will"
2. ame
3. "I will (TV mix)"